# Jake Short
Jake Short (ur. 30 maja 1997) – amerykański aktor, wystąpił w roli Nosego Noseworthy’ego w filmie Kamień życzeń – magiczne przygody. Występował w serialu wytwórni Disney Channel Original Series Nadzdolni w roli Fletchera Quimby’ego u boku Chiny Anne McClain i Sierry McCormick. Wystąpił również w różnych reklamach telewizyjnych. Od roku 2013 gra w serialu Disney XD Oddział specjalny.

## Filmografia
| Telewizja / filmy | Telewizja / filmy                 | Telewizja / filmy  | Telewizja / filmy                                    |
| Rok               | Tytuł                             | Rola               | Nota                                                 |
| ----------------- | --------------------------------- | ------------------ | ---------------------------------------------------- |
| 2007              | The Anna Nicole Smith Story       | Daniel Wayne-Smith | debiut                                               |
| 2009              | Kamień życzeń – magiczne przygody | Nose Noseworthy    | główna rola nominowany do nagrody Young Artist Award |
| 2009              | Zeke i Luther                     | Kenny Coffey       | Odcinek: „Bros Go Pro"                               |
| 2009              | Dexter                            | Scott Smith        | Odcinki: „The Getaway” i „Lost Boys"                 |
| 2010              | The Other Side                    | Tyler              |                                                      |
| 2011              | $#*! My Dad Says                  | Timmy              |                                                      |
| 2011              | It Is Dark in Here                | Adam               | film krótkometrażowy                                 |
| 2011              | A Son Like You                    | Eli                | film krótkometrażowy                                 |
| 2011–2014         | Nadzdolni                         | Fletcher Quimby    | główna rola, Disney Channel Original Series          |
| 2013–2015         | Oddział specjalny                 | Oliver             | główna rola, Disney XD Original Series               |
| 2014              | Rysuj i graj                      | on sam             | kilka odcinków                                       |
| 2015              | Szczury laboratoryjne             | Oliver             | Lab Rats vs. Mighty Med                              |
| 2016              | Lab Rats: Elite Force             | Oliver             | główna rola, Disney XD Original Series               |